# Hecyrocrossotus mirabilis
Hecyrocrossotus mirabilis är en skalbaggsart som först beskrevs av Stefan von Breuning 1935.  Hecyrocrossotus mirabilis ingår i släktet Hecyrocrossotus och familjen långhorningar.
Artens utbredningsområde är Kenya. Inga underarter finns listade i Catalogue of Life.